# 徐政 (都指揮同知)
徐政（？—1409年），南京揚州府儀真縣（今江蘇省儀徵縣）人，明朝軍事將領。

## 生平
建文年間，其為揚州衛副千戶，以城降朱棣，累升至都指揮同知。之後跟從張輔征交阯，奪船於三帶江以濟明軍。此後攻佔西都、鹹子關，皆有功。陳季擴反，盤灘地最要沖，張輔遣徐政守衛。七年八月，阮景異來攻，徐政中飛槍貫脅，仍督兵力戰，竟敗賊。敵軍車後，腹潰而死。